# 上村杏菜
上村 杏菜（うえむら あんな、2006年3月23日 - ）は、日本の女子バレーボール選手である。

## 来歴
兵庫県姫路市出身。
小学校1年生でバレーボールを始め、金蘭会中学校・金蘭会高等学校に進学。
高校では1年生からレギュラーを務め、2年生で迎えた令和4年度全国高等学校総合体育大会バレーボール競技大会（インターハイ）ではチームの優勝に貢献、自身はベスト6・優秀選手の表彰を受けた。同年はU20日本代表に選出され、アジアU20選手権に出場。優勝に貢献し、MVPに選ばれた。
高校3年生の2023年6月に左脛骨の骨折で手術を受けた影響で、8月のインターハイではベンチ入りも出場機会はなく、10月の第75回国民体育大会ではベンチを外れた。同年12月、PFUブルーキャッツへの内定が発表された。第76回全日本高等学校選手権が3年生としては唯一の大会出場となったが、チームはベスト8で敗退となった。
2024年、金蘭会高等学校を卒業しPFUブルーキャッツ石川かほくに入団。同年10月12日に行われたチーム開幕戦であるヴィクトリーナ姫路戦に出場しSVリーグデビューを果たした。
2025年7月、U21世界選手権代表に選出された。

## 人物
- ナイジェリア人の父と日本人の母を持つ[9]。自身と同じルーツである宮部藍梨・愛芽世姉妹に憧れ金蘭会中学校に進学した[1]。

## 球歴
- U21日本代表
  - アジアU20選手権 - 2022年、2024年
  - U21世界選手権 - 2025年

## 所属チーム
- 野里ジュニア
- 金蘭会中学校（2018-2021年）
- 金蘭会高等学校（2021-2024年）
- PFUブルーキャッツ石川かほく（2024年-）

## 受賞歴
- 2022年 - 全国高等学校総合体育大会 ベスト6・優秀選手
- 2022年 - アジアU20選手権 MVP・ベストアウトサイドヒッター